# 白日会
白日会（はくじつかい）は、公募展の1つである白日会展を主催する美術団体であり、任意団体である。
本部事務所は、東京都中央区八丁堀4丁目2番8号202号室にある。

## 概要
絵画部（油彩・水彩・版画）と彫刻部の2つからなり、毎年3月から4月にかけた時期に国立新美術館で公募展として白日会展を開催している。
1923年（大正12年）欧遊の帰途にあった中沢弘光が、同船に乗り合わせた川島理一郎と出会い、互いに話を深めるうち、当時の日本洋画壇の将来に心をいため、美術研究団体の結成を誓い合あった。インド洋上で仰いだ「白日に輝く太陽」にちなみ、中沢弘光によって「白日会」と命名され、翌1924年（大正13年）1月に結成された。
発足後は紆余曲折を経た後、1986年に会長となった前任の伊藤清永（1977年日本芸術院賞恩賜賞受賞、1996年文化勲章受章、2001年死去）、小堀進、平松譲（1992年日本芸術院賞受賞）、彫刻の中村晋也（1988年日本芸術院賞受賞、2007年文化勲章受章）等を中心に活動を続けてきた。
2002年に会長となった中山忠彦（1996年日本芸術院賞受賞、2009年日展理事長就任、2015年5月理事退任・顧問就任）を中心に「写実」を標榜し、活動している。
2014年に創立90周年記念展を開催した。

## 組織
会員の種別は、会員、準会員、会友の3つである。
役員として、会長1名、副会長2名、10名を超える常任委員がいる。
支部については、北海道、茨城、栃木、神奈川、静岡、中部、関西、岡山、長崎、大分、熊本、南九州の12支部がある。

## 白日会展
白日展と称されることもある主催の公募展である。
第1回展覧会は、1924年（大正13年）6月に室町三越（現、日本橋三越本店）において開催され、1926年（大正15年）の第3回展覧会からは、上野公園に新設された東京府美術館（現・東京都美術館）に会場を移した。東京都美術館の老朽化のために改修工事が行われたこと、広い展示スペースをもった公募団体が使用可能な国立新美術館が六本木に完成したことから、2008年（平成20年）の第84回展覧会以降は、公募団体である多くの美術団体と同様に国立新美術館で毎年開催されることとなった。2020年の第96回展は新型コロナウイルス感染症の流行の影響で中止となった。

## 白日会展における内閣総理大臣賞受賞者
第54回展覧会（1978年）から内閣総理大臣賞が下付されるようになった。歴代受賞者は下記のとおりである。
深沢孝哉 (54回) 、黒沢信男 (55回) 、中山忠彦 (56回) 、菊池良一 (57回) 、野田弘志 (58回) 、柳沢淑郎 (59回) 、笹口淳 (60回) 、阿方稔 (61回) 、石垣定哉 (62回) 、峯田義郎 (63回、彫刻) 、内山芳彦 (64回) 、富山芳男 (65回) 、小島俊男 (66回) 、小林昌郎 (67回) 、村山きおえ (68回) 、照沼彌彦 (69回) 、熊谷有展 (70回) 、平松譲 (71回) 、乙黒久 (72回) 、石井伝三 (73回) 、立花博 (74回) 、伊藤利行 (75回) 、有田巧 (76回) 、下 時治郎秀臣 (77回) 、犀川愛子 (78回) 、高梨芳実 (79回) 、広田稔 (80回) 、五味文彦 (81回) 、小尾修 (82回) 、大畑稔浩 (83回) 、伊勢崎勝人 (84回) 、湯山俊久 (85回) 、伊藤晴子 (86回) 、木原和敏 (87回) 、生島浩 (88回) 、李暁剛 (89回) 、小木曽誠 (90回) 、平澤篤 (91回) 、ナカジマ カツ (92回) 、鷺悦太郎 (93回)、大友義博 (94回)、寺久保文宣 (95回)、曽剣雄 (96回)、河野桂一郎 (97回)、池田良則 (98回)、福井欧夏 (99回)、牧内則雄 (100回)、中谷晃 (101回)

## 白日会展における特別賞
内閣総理大臣賞（白日会が委嘱した美術評論家1名により選出される）以外に特別賞が授与される。
- 文部科学大臣賞（白日会が委嘱した美術評論家1 - 2名により選出される。）
- SOMPO美術財団賞（同財団から白日会に寄託された賞。絵画部より1名選出される。）
- 中沢弘光賞（創立会員の中沢弘光を記念する賞。長年にわたり会に貢献した功労者に授与される。絵画部より1名選出される。）
- 富田温一郎賞（創立会員の富田温一郎を記念する賞。新会員推挙者中、最優秀と認められた作品に対して授与される。絵画部より1名選出される。）
- 吉田三郎賞（創立会員の吉田三郎を記念する賞。長年にわたり会に貢献した功労者に授与される。彫刻部より1名選出される。）
- 伊藤清永賞（伊藤清永を記念する賞。出品作品中、優秀と認められる作品で、長年にわたり会に貢献した功労者に授与される。）
- 平松譲賞（平松譲を記念する賞。出品作品中、優秀と認められる作品で、長年にわたり会に貢献した功労者に授与される。）

## 平成元年以降の主な退会者
- 本人逝去による - 伊藤清永[6]、平松譲[7]、市村緑郎（彫刻、2008年日本芸術院会員）[13]。
- 上記以外のもの - 野田弘志。

## 主な若手会員
- 山本大貴
- 中島健太